# Heike Monogatari
Die Heike Monogatari (jap. 平家物語, dt. Erzählungen von den Heike) sind ein episches Zeugnis vom Kampf der Minamoto (Genji) und der Taira (Heike) um die Vorherrschaft in Japan am Ende des 12. Jahrhunderts.

## Entstehung und Inhalt
Wer das Geschichtsepos Japans verfasst hat, ist unbekannt, ebenso der genaue Entstehungszeitpunkt. Die heute als Standardtext angesehene Kakuichi-Fassung von 1371 geht auf den Mönch und Rezitator Akashi Kakuichi zurück. Sie fußt auf einer Sammlung von literarisch gebildeten Hofadligen und Vortragskünstlern mündlich übermittelter Geschichten und gilt als zentrales Werk der mittelalterlichen japanischen Literatur. Das Werk ist letztlich ein Ergebnis der Biwa-hōshi-Tradition blinder Mönche, die das Land bereisten, epische Gedichte rezitierten und sich dabei auf der Biwa, einer Laute, begleiteten. Die literarische Form der Monogatari ist auch durch andere wichtige Werke der japanischen Literatur überliefert. Das Epos spiegelt die politischen Umbrüche des 12. Jahrhunderts wider, als die Macht vom Kaiserhaus und dem Hofadel unwiederbringlich auf den Samurai-Kriegerstand überging.
Das Epos geht zurück auf das ursprünglich harmonische Zusammenspiel von Konfuzianismus, Buddhismus und Shintôismus als Grundlage der japanischen Zivilisation. Anders als die meisten literarischen Werke des europäischen Mittelalters blieb das Heike monogatari über die Jahrhunderte lebendig, und es wird bis heute in der Bildenden Kunst wie auch in Literatur und Popkultur Japans rezipiert. Es gilt als literarischer Schlüssel zur Geschichte und Kultur Japans.
Das zentrale Thema der Geschichte ist der Fall der stolzen Taira, des Samurai-Clans, der 1161 die vom Kaiserhof unterstützten Minamoto besiegt. Sie waren jedoch so in ihrem Hass verblendet, dass sie die Saat ihres eigenen Unterganges legten und schließlich 1185 von den wieder erstarkten Minamoto besiegt wurden.
Dies ist ein sehr buddhistisch geprägtes Thema – eine moralische Lektion über die Folgen des Anhaftens an weltlichen Begehrlichkeiten und die Vergänglichkeit irdischer Macht.
Trotz der komplexen und zeitweilig blutrünstigen Natur eines großen Teils des Epos legt das übergreifende Thema die Ansicht nahe, dass das Werk zur Sühne für die Seelen der in den beschriebenen großen Schlachten Gestorbenen diente.
Die Geschichte besteht aus Episoden, die dazu bestimmt sind, in einer Reihe nächtlicher Veranstaltungen erzählt zu werden. Es ist hauptsächlich ein Samurai-Epos, das auf der Ethik des Bushidō basiert. Es enthält jedoch auch einige Liebesgeschichten, die auf ältere Literatur der Heian-Zeit zurückgehen. Zahlreiche Reden in dem Werk sind in Form von Gedichten geschrieben, reimlose japanische Kurzgedichte, sogenannte Tanka mit strengem Aufbau von fünf Versen à fünf, sieben, fünf und noch zweimal sieben Silben, dem japanischen Lyrikprinzip entsprechend mit zahlreichen doppelten Wortbedeutungen. Kapitel 1 von Buch 1 setzt ein mit einer Elegie an den Tempel von Jetavana, (Sanskrit Jetavana = „Hain des Jeta“), eines Parks bei Shravasti, dem Lieblingsort Buddhas.

„Das Läuten der Tempelglocke von Jetavana verkündet die Unbeständigkeit aller Erscheinungen dieser Welt, und die Farbe der Salbaumblüten offenbart das unvermeidliche Schwinden jener, die sich erfolgreich entfalten. Nicht lange währen die Hochmütigen, es gleicht dem Traum einer Frühlingsnacht, und auch die Kühnen vergehen letztendlich wie der Staub vor dem Wind.“

Die von musischer Harmonie geprägte Machtausübung des Hofadels wird im Laufe des Epos von der Gewaltherrschaft der Krieger abgelöst.
Das Werk besteht aus zwölf Büchern und kann grob in drei Teile unterteilt werden. Die Hauptfigur des ersten Teiles ist das Oberhaupt des Taira-Clans Taira no Kiyomori, der als arrogant, böse und rücksichtslos beschrieben wird. Er ist so vom Feuer des Hasses verzehrt, dass selbst im Tode sein fiebriger Körper nicht abkühlt, als er im Wasser untergetaucht wird.
Die Hauptfigur des zweiten Teiles ist der General Minamoto no Yoshinaka und seine militärischen Erfolge gegen die Taira. Diese führen schließlich dazu, dass er die Kaiserstadt Kyoto erobert und vom Ex-Kaiser Go-Shirakawa zum Shogun ernannt wird. Nachdem er bei Awazu durch seinen eigenen Clan besiegt und getötet wird, ist die Hauptfigur des dritten Teiles der große Samurai Minamoto no Yoshitsune. Dieser ist ein militärisches Genie, das durch seinen politisch geschickteren älteren Bruder Minamoto no Yoritomo fälschlicherweise des Verrates beschuldigt wird.
Die Heike monogatari waren Grundlage für viele spätere Kunstwerke von Nō-Schauspielen bis zu Blockdrucken.

## Übersetzungen

### Deutsch
- Heike monogatari. Die Erzählung von den Heike. Reclam, Ditzingen 2022. Deutsche Erstübersetzung. Aus dem Japanischen übersetzt und kommentiert von Björn Adelmeier, mit einem Nachwort von Stanca Scholz-Cionca, ISBN 978-3-15-011385-1 (Veröffentlichungsdatum am 11. Oktober 2022; Limitiertierte Sonderausgabe (400 Exemplare im Leinenschuber), Hardcover in Kartonhülse: ISBN 978-3-15-011420-9)
- Heike Monogatari. Der Sturz des Hauses Taira. Manesse Verlag, München 2023. Aus dem Japanischen übersetzt, kommentiert und mit einem Nachwort von Michael Stein, ISBN 978-3-7175-2569-1 (Veröffentlichungsdatum am 25. Oktober 2023)

### Englisch
- The Tale of the Heike. Tokyo: University of Tokyo Press 1975. Übersetzt von Hiroshi Kitagawa und Bruce Tsuchida, ISBN 978-0-86008-128-9
- The Tale of the Heike. Annotated edition. Stanford University Press, Stanford 1988. Übersetzt von Helen Craig McCullough, ISBN 0-8047-1418-5
- The Tale of the Heike. Viking, New York 2012. Übersetzt von Royall Tyler, ISBN 978-0-670-02513-8